# Genesis GV80
Le Genesis GV80 (coréen : 제네시스GV80 ; romanisation révisée : Jenesiseu GV80) est un grand SUV du constructeur automobile Sud-coréen Genesis Motors produit à partir de 2020.

## Présentation

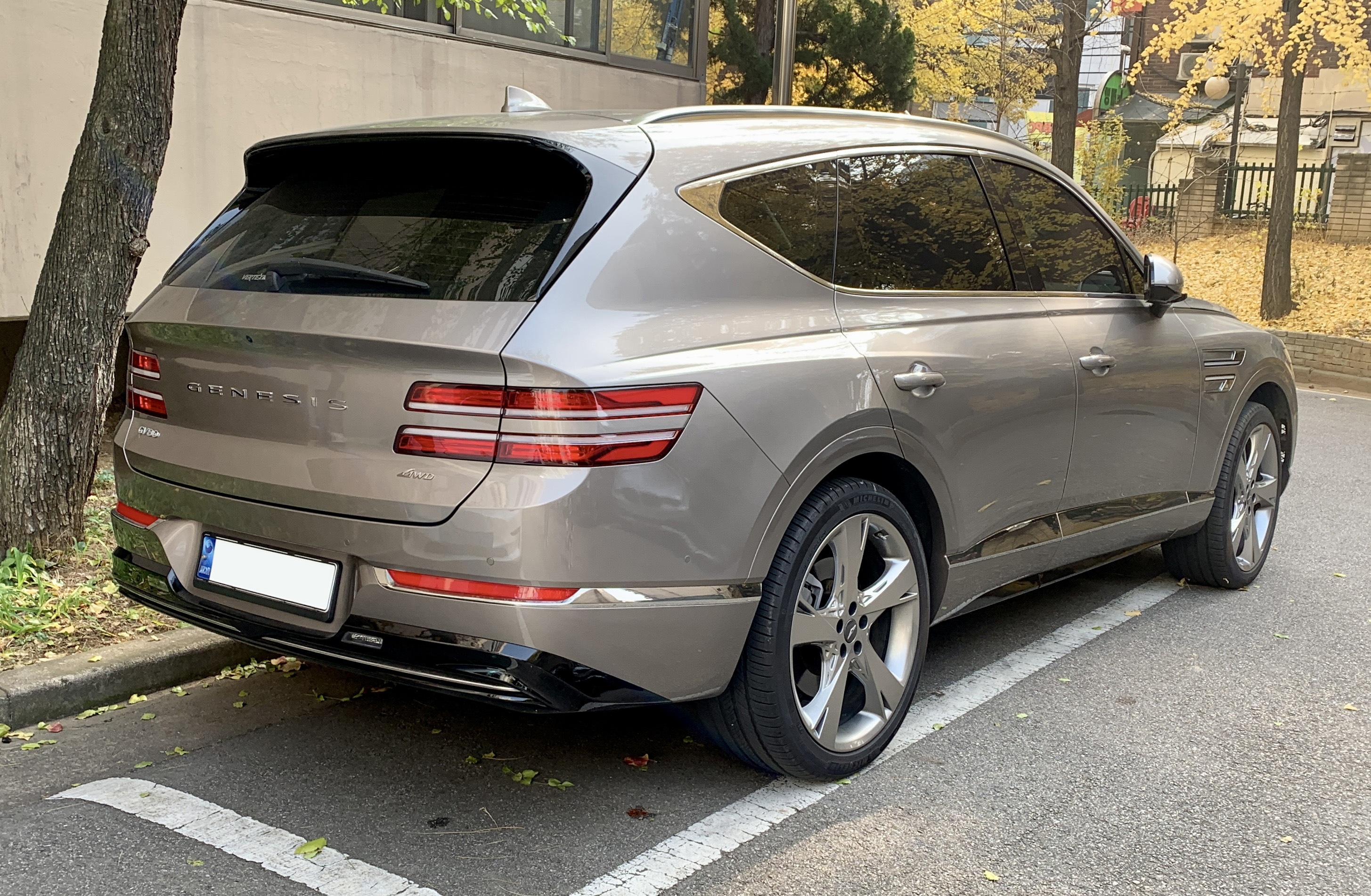
Vue arrière

Sorti le 15 janvier 2020, il partage sa plateforme à propulsion avec la G80 de troisième génération. Il s'agit du premier SUV monocoque transmission intégrale ou propulsion auto-développé par l'industrie automobile de Corée du Sud. Le système Indider a été appliqué, dans lequel le client peut ajouter sa propre option de voiture.
Le Genesis GV80 est restylé en 2024, et intègre ainsi à sa gamme une version coupé.

### Phase 2
En avril 2023, Genesis annonce la version restylée de la GV80

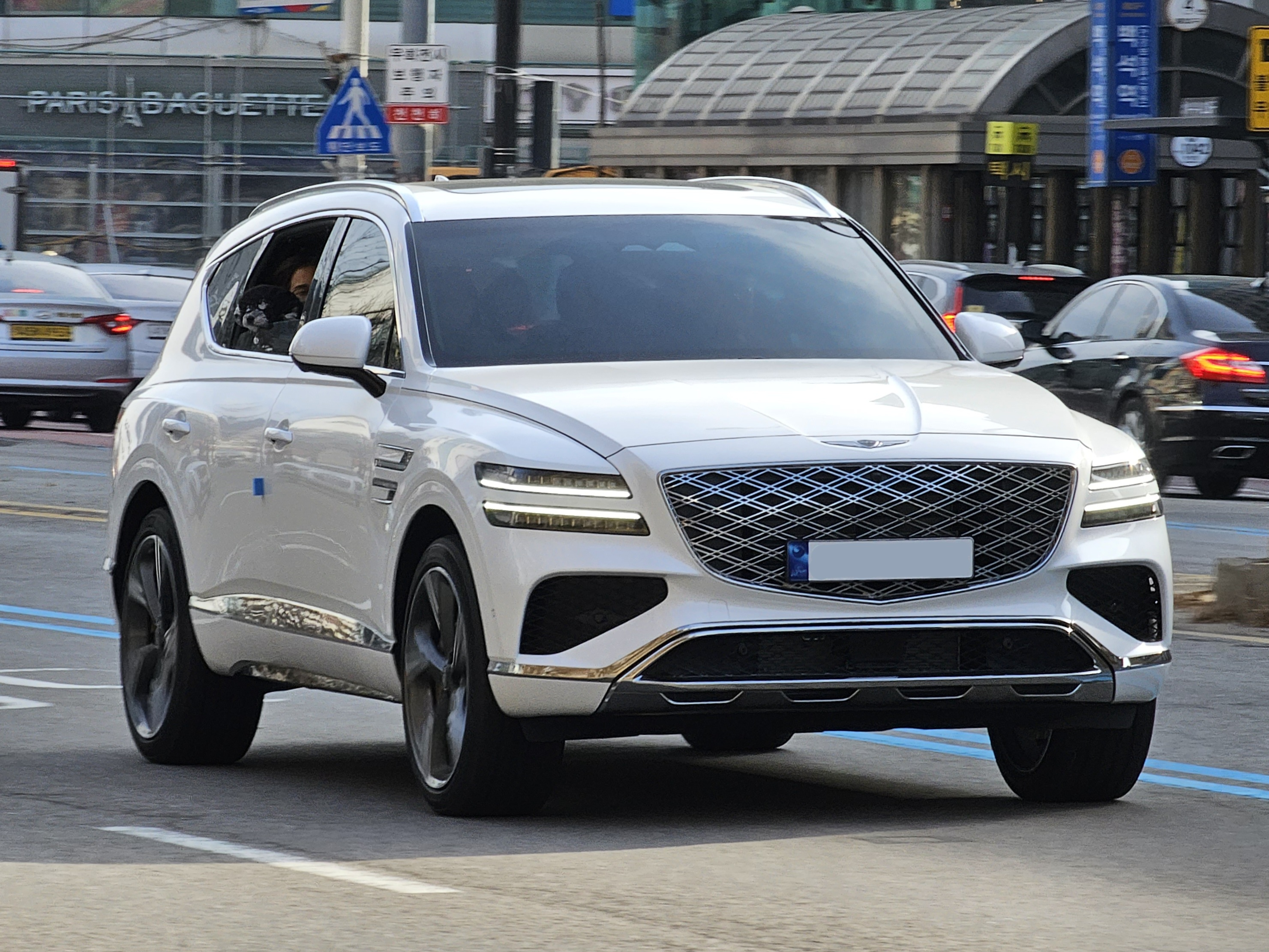
Genesis GV80 (2023-)
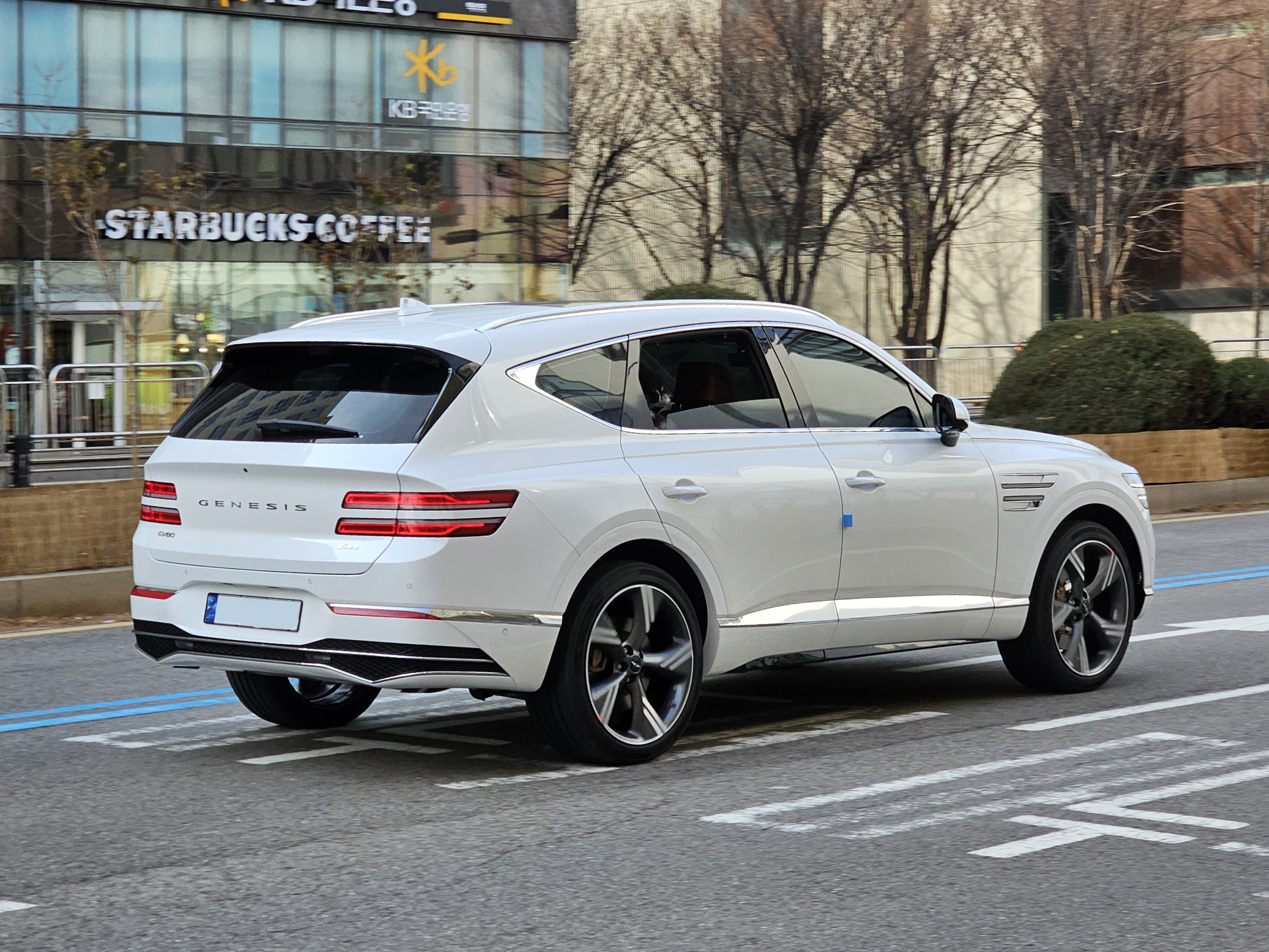
Rear View

### Coupé
Lors du restylage du SUV, Genesis lance une version coupé de son SUV commercialisée en septembre 2023. Celle-ci reçoit le même V6 de 3,5 l mais il est doté d’un compresseur électrique de 48 V portant la puissance à 415 ch pour 549 N m de couple.

## Caractéristiques techniques

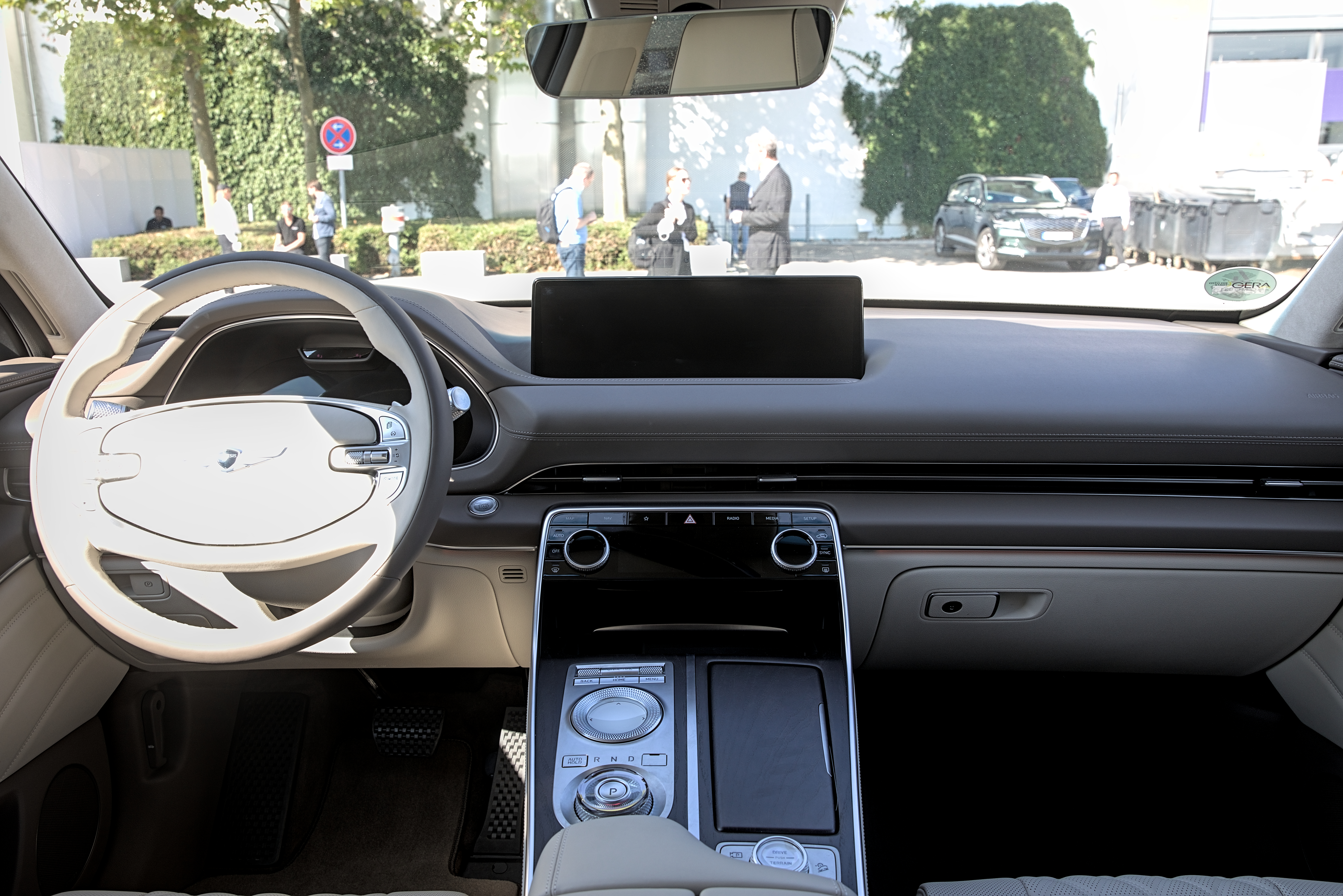
Intérieur

La conception intérieure transmet une impression d'espace horizontal depuis l'avent et traverse le centre de la partie avant, et augmente la commodité en réduisant le nombre de boutons de commande au centre de l'intérieur (carénage central). Le panneau de commande principal est équipé d'une transmission électronique (SBW, Shift By Wire) dans l'ensemble du système d'exploitation (cadran), et un motif G à matrice qui glisse est utilisé pendant le fonctionnement et pour transmettre l'unité de conception.

### Design
En tant que design, le clignotant latéral appliqué sur le garde-boue du concept-car Essensia a été installé, formant le look du design de la marque Genesis Motors. La partie avant a une grande calandre en forme de bouclier et des phares composée de quatre lampes. La section latérale a une douce forme parabolique, la «ligne parabolique» s'appliquent depuis le haut de la porte avant vers l'arrière. Des roues de 22 pouces avec un motif G à matrice ont été appliquées à l'intérieur des rayons ondulés. À l'arrière, l'emblème des lettres Genesis et les quadruple feux arrière minces divisés en deux étages supérieur et inférieur sont appliqués.

### Motorisations
Lors de son lancement en janvier 2020, un moteur diesel 6-cylindres en ligne à rampe 3,0 litres de 278 ch est installé pour la première fois. Le 9 mars 2020, un moteur V6 turbo essence Lambda à injection directe 3,5 litres de 380 ch et un moteur 4-cylindres en ligne turbo essence Theta 3 à injection directe 304 ch de 2,5. ℓ a été ajouté. Toutes les transmissions automatiques sont à 8 rapports.`

## Finitions
- Premium
- Luxe
- Luxury Plus
- Sport

## Concept car
La version coupé du Genesis GV80 est préfigurée par le concept car Genesis GV80 Coupe Concept' présentée en avril 2023.

## Anecdote
C'est au volant d'un de ces modèles que le joueur de golf Tiger Woods a eu un grave accident le 23 février 2021.